# Березняк (Киришский район)
Березняк — деревня в Пчёвжинском сельском поселении Киришского района Ленинградской области.

## История
Деревня Березняк упоминается на карте Генерального межевания Тихвинского уезда Новгородской губернии 1780—1790-х годов.

БЕРЕЗНЯК — деревня Березнякского общества прихода села Белого.

Крестьянских дворов — 47. Строений — 80, в том числе жилых — 49. Мелочная лавка.

Число жителей по семейным спискам 1879 г.: 106 м. п., 125 ж. п.; по приходским сведениям 1879 г.: 107 м. п., 129 ж. п.>

Сборник Центрального статистического комитета описывал её так:

БЕРЕЗНЯК — деревня бывшая владельческая, дворов — 51, жителей — 221; Часовня, лавка. (1885 год)

В конце XIX века деревня административно относилась к Васильковской волости 1-го стана, в начале XX века — Васильковской волости 4-го стана 3-го земского участка Тихвинского уезда Новгородской губернии.

БЕРЕЗНЯК — деревня Березнякского общества, дворов — 58, жилых домов — 60, число жителей: 167 м. п., 172 ж. п. 

Занятия жителей — земледелие, лесные заработки. Две часовни, земская школа. (1910 год)

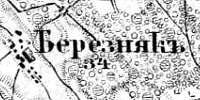
Деревня Березняк на карте 1915 г.

Согласно карте Петроградской и Новгородской губерний 1915 года деревня Березняк насчитывала 34 двора.
С 1917 по 1918 год деревня Березняк входила в состав Васильковской волости Тихвинского уезда Новгородской губернии.
С 1918 года в составе Череповецкой губернии.
С 1927 года в составе Бельского сельсовета Будогощенского района.
В 1928 году население деревни Березняк составляло 393 человека.
С 1932 года в составе Киришского района. Согласно карте Ленинградской области Северо-западного аэрогеодезического треста ГГУ издания 1932 года деревня насчитывала 39 крестьянских дворов.
По данным 1933 года деревня Березняк входила в состав Бельского сельсовета Киришского района.

План деревни Березняк. 1937 год

Согласно топографической карте РККА 1937 года деревня насчитывала 74 крестьянских двора. В центре деревни находилась школа. В деревне был организован колхоз «Борец». 
Согласно данным переписи населения СССР 1939 года деревня называлась Березняг, в ней проживали проживали 140 мужчин и 152 женщины, всего 292 человека.
С 1954 года в составе Горчаковского сельсовета.
С 1963 года в составе Волховского района.
С 1965 года вновь составе Киришского района. В 1965 году население деревни Березняк составляло 240 человек.
По данным 1966 и 1973 годов деревня Березняк также входила в состав Горчаковского сельсовета.
По данным 1990 года деревня Березняк входила в состав Пчёвжинского сельсовета.
В 1997 году в деревне Березняк Пчёвжинской волости проживали 26 человек, в 2002 году — 36 (русские — 97 %).
В 2007 году в деревне Березняк Пчёвжинского СП проживали 30 человек, в 2010 году — 23.

## География
Деревня расположена в юго-восточной части района на автодороге 41К-565 (подъезд к дер. Березняк-1), к северу от автодороги 41А-009 (Лодейное Поле — Тихвин — Чудово).
Расстояние до административного центра поселения — 10 км.
Ближайший остановочный пункт — платформа 92 км. Расстояние до ближайшей железнодорожной станции Пчёвжа — 7 км.
Деревня находится в междуречье рек Ингорь и Пчёвжа.

## Население
| 2007 | 2010 | 2017 |
| ---- | ---- | ---- |
| 30   | ↘23  | ↗65  |

### Национальный состав
Согласно данным Всероссийской переписи населения 2021 года в деревне проживали 38 человек, из них:
 русские — 36, молдаване — 1, украинцы — 1 человек.

## Улицы
Благодатный переулок, Васильковская, Ветеранов, Межевой переулок, Садовая, Сиреневый переулок.